# رولاند اشمیت (بازیکن فوتبال فرانسوی)
رولاند اشمیت (انگلیسی: Roland Schmitt; ۵ ژوئن ۱۹۱۲ – ۲۰ دسامبر ۱۹۷۴) بازیکن فوتبال اهل فرانسه بود.
از باشگاه‌هایی که در آن بازی کرده‌است می‌توان به باشگاه فوتبال المپیک لیون و باشگاه فوتبال تولوز اشاره کرد.
وی همچنین در تیم ملی فوتبال فرانسه بازی کرده‌است.